# 徐炽
徐炽（1934年—2020年4月24日），原名泰隆，沈阳人，祖籍辽宁海城，中国书法家、艺术家。

## 生平
1964年考入鲁迅美术学院干部进修班习研绘画。曾在沈阳教育学院从事书法教育工作。2002年受邀出任鲁迅美术学院特聘书法教授，2012年获得“鲁迅美术学院杰出专家”荣誉称号。
2020年4月24日4时19分，徐炽在沈阳逝世，享年86岁。

## 著作
出版专著有《徐炽书法集》《学书指要》《徐炽书法艺术》。